# Hallelujah Live
Hallelujah Live è un album di Espen Lind, Kurt Nilsen, Askil Holm e Alejandro Fuentes, pubblicato nel 2006. L'album è stato per 37 settimane nella classifica VG-lista, tredici delle quali in prima posizione.

## Tracce
1. Unloved – 3:59
2. Sail Away – 4:22
3. Mary Jane's Last Dance – 4:00
4. Weddings Off – 3:23
5. Stars – 4:47
6. Kiss from a Rose – 4:55
7. Desire – 3:45
8. Stay on These Roads – 3:01
9. Never Easy – 3:55
10. The River – 3:45
11. I'm a Man of Constant Sorrow – 2:53
12. I Can't Make You Love Me – 4:55
13. I Got a Woman – 3:22
14. Boys of Summer – 3:37
15. When Susannah Cries – 3:37
16. Hallelujah – 4:59

Tracce bonus
1. En natt forbi – 1:24